# Мерчинские
Мерчинские (пол. Mierczyński, Mierciński, Mirciński, Mirczyński) — дворянский род.
Издавна водворившийся в бывшем Лэнчицком Воеводстве. Валентин Мерчинский владел в 1590 году поместьями Сержнов и Конары.

## Описание герба
герб Ястржембец III или Мерчинский
Над подковою золотая звезда.
Навершие шлема как в первообразном гербе Ястршембец.
Герб Ястршембец 3 (употребляют: Мерчинские) внесен в Часть 2 Гербовника дворянских родов Царства Польского, стр. 188.